# Instituto Geográfico Agustín Codazzi
El Instituto Geográfico Agustín Codazzi es la entidad encargada de producir el mapa oficial y la cartografía básica de Colombia (es la agencia cartográfica nacional de Colombia), elaborar el catastro nacional de la propiedad inmueble, realizar el inventario de las características de los suelos, adelantar investigaciones geográficas como apoyo al desarrollo territorial, capacitar y formar profesionales en tecnologías de información geográfica y coordinar la infraestructura colombiana de Datos Espaciales

## Cronología
1902: Fue creada la Oficina de Longitudes y Fronteras, adscrita al Ministerio de Relaciones Exteriores y cuya principal tarea fue describir las recién demarcadas fronteras de Colombia.
1932: Con motivo del conflicto con el Perú, el gobierno  sintió la necesidad de disponer de cartas militares de las fronteras y, en general, de todo el territorio colombiano. El ingeniero Belisario Ruiz Wilches presentó el plan general de trabajos para el levantamiento de la carta militar del país, de acuerdo con los métodos más avanzados vigentes en Europa. Esta iniciativa fue acogida por el entonces presidente de la República, Alfonso López Pumarejo.
1935: El Decreto 1440 del 13 de agosto de 1935 le da vida al Instituto Geográfico Militar, como dependencia del Estado Mayor del Ejército. Su primera sede quedaba en una casona ubicada frente al Teatro de Cristóbal Colón.
1940: El Instituto pasa a ser dependencia del Ministerio de Hacienda y Crédito Público, con el nombre de Instituto Geográfico Militar y Catastral, debido a que lleva a cabo el levantamiento del Catastro Nacional.
1950: La entidad adopta el nombre con el que actualmente se conoce para honrar la memoria del cartógrafo italiano Agustín Codazzi, por cumplirse el primer centenario de la iniciación de trabajos de la célebre Comisión Corográfica.
1991: Tiene como objetivo cumplir el mandato constitucional referente a la elaboración y actualización del mapa oficial de la República; desarrollar las políticas y ejecutar los planes del Gobierno Nacional en materia de cartografía, agrología, catastro y geografía, mediante la producción, análisis y divulgación de información catastral y ambiental georeferenciada, con el fin de apoyar los procesos de planificación y ordenamiento territorial.[cita requerida]